# گونی (ماه‌نشان)
گونی یک روستا در ایران است که در دهستان قزل‌گچیلو واقع شده‌است. گونی ۲۳۴ نفر جمعیت دارد.